# Маймунски барабан
Маймунският барабан e музикален перкусионен инструмент от групата на идиофоните, характерен за музиката на Африка.
Състои се от кръгла рамка, на която са опънати кожи. В основата му има дървена дръжка а симетрично разположени на рамката са закрепени свободно висящи корди с малка пръчица или топче в края.
Звукоизвличането става, като изпълнителят използва въртеливо движение от ръката си и пръчиците се удрят в кожите. Това позволява при по-високи обороти да се получи един цялостен и продължителен звук, подобен на тремоло.